# Polcast Television
Polcast Television è una società televisiva polacca, editrice di quattro canali televisivi polacchi: Tele 5, Polonia 1, Water Planet e Novela TV. È stata fondata nel 2006 quando Fincast Media Holding non aveva più il diritto di rappresentare i canali.